# Idiotiki Kefaleouchiki Eteria
Die Idiotiki Kefaleouchiki Eteria (griechisch Ιδιωτική Κεφαλαιουχική Εταιρία), abgekürzt I.K.E., beziehungsweise bei der optionalen Verwendung eines englischsprachigen Firmennamens Private Company, abgekürzt P.C., ist eine Rechtsform griechischen Rechts. Die wörtliche Übersetzung ins Deutsche lautet Private kapitalhaltige Gesellschaft, frei übersetzt Private Kapitalgesellschaft.

## Charakter
Es handelt sich bei der I.K.E. um eine Kapitalgesellschaft, so dass sie über eine eigene Rechtspersönlichkeit verfügt und die Haftung der Gesellschafter auf das Gesellschaftskapital beschränkt ist. Sie ist den deutschen Rechtsformen GmbH und UG sehr ähnlich.

## Kapital & Einlagen
Das erforderliche Mindestkapital der I.K.E. beträgt 0 €.
Einlagen können auf drei Arten erbracht werden:
1. Kapitaleinlagen, wobei sowohl Bareinlagen, als auch Sacheinlagen zulässig sind. Bareinlagen müssen zur Gründung in voller Höhe eingezahlt werden
2. Dienstleistungen, d. h. die Verpflichtung des Gesellschafters eine bestimmte Leistung über einen definierten Zeitraum zu erbringen. Im Gesellschaftervertrag wird diese Leistung bewertet und der Wert entspricht der Einlage des Gesellschafters
3. Bürgschaften, d. h. ein Gesellschafter bürgt für die I.K.E. bis zu einer festgelegten Höhe. Damit kann die I.K.E. zum Beispiel ihre Bonität gegenüber potentiellen Gläubigern erhöhen

Anfänglich musste mindestens ein Gesellschafter eine Einlage aus der Kategorie Kapitaleinlagen erbringen, durch die Nachträgliche Reduzierung des Mindestkapitals auf 0 € durch den Gesetzgeber ist das jedoch weggefallen. Jeder Gesellschafter kann Einlagen aus mehreren, oder allen Kategorien erbringen.
Zur Berechnung des Kapitals der Firma werden nur Kapitaleinlagen herangezogen. Die Einlagen der anderen Kategorien dienen lediglich zur Berechnung der Anteile der Gesellschafter.

### Berechnungsbeispiel
- Gesellschafter A erbringt eine Kapitaleinlage von 10.000 €, die er als Bareinlage einzahlt
- Gesellschafter B verpflichtet sich, 12 Monate in Vollzeit eine Softwareapplikation zu entwickeln. Diese Einlage  wird mit 20.000 € bewertet
- Gesellschafter C verpflichtet sich, für 12 Monate die Buchführung der Firma zu erledigen. Diese Einlage wird mit 1.000 € bewertet. Weiterhin bringt er ein Auto im Wert von 4.000 € als Sacheinlage in die Gesellschaft ein. Damit die Bank der Gesellschaft einen Kontokorrentkredit einräumt, übernimmt der Gesellschafter eine Bürgschaft im Wert von 15.000 €

Aus den Einlagen ergibt sich die folgende Zusammensetzung des Kapitals und die Verteilung der Anteile:
- Das Kapital der Firma beträgt 14.000 € (Bareinlage + Auto)
- Die Summe der Einlagen beträgt 50.000 €, d. h. im Falle, dass die Gesellschaft Anteile zu 1 € wählt, 50.000 Anteile. Davon entfallen:
  - auf Gesellschafter A 10.000 Anteile, bzw. 20 %
  - auf Gesellschafter B 20.000 Anteile, bzw. 40 %
  - auf Gesellschafter C 20.000 Anteile, bzw. 40 %

### Verringerung Mindestkapital von 1 € auf 0 €
Das erforderliche Mindestkapital der I.K.E. betrug anfänglich 1 €. Später reduzierte der Gesetzgeber dies auf 0 €, d. h. es ist überhaupt kein Kapital mehr erforderlich. Diese Nachbesserung des Gesetzgebers ist der Besonderheit der I.K.E. geschuldet, mehrere Arten von Einlagen zu kennen (Kapital, Leistung, Bürgschaft) und verhindert fortan, dass in Spezialfällen einer Gesellschaft die Auflösung drohte, obwohl dies nicht erwünscht war. Ein solcher Spezialfall war z. B., dass der letzte Gesellschafter, der eine Kapitaleinlage erbracht hatte, die Gesellschaft verlässt und sein Kapital abzieht (z. B. Sacheinlage Auto), so dass das Kapital der Firma auf 0 € sinkt, während noch Gesellschafter mit anderen Einlagen, z. B. Dienstleistung, in der Gesellschaft verblieben sind und diese fortführen möchten.

## Rechtsgrundlagen
Die rechtlichen Voraussetzungen für die I.K.E. wurden im griechischen Recht durch das Gesetz 4072/2012 vom 11. April 2012 geschaffen. Das am 29. Mai 2013 veröffentlichte Gesetz 4155/2013 hat einige nachträgliche Anpassungen am Gesetz 4072/2012 vorgenommen. Gemeinsam bilden die Direktiven beider Gesetze die aktuell gültige Rechtslage der I.K.E.

## Vergleich zu deutscher UG und GmbH
Der griechische Gesetzgeber hat die I.K.E. vorrangig mit dem Ziel eingeführt, eine moderne und innovative Alternative zur E.P.E. – dem griechischen Pendant zur deutschen GmbH – einzuführen, um Firmengründungen zu erleichtern und modernen Ansprüchen bezüglich Flexibilität sowie Gründungsdauer und -kosten zu genügen.
Anders jedoch, als die deutsche UG, die das Ziel hat, zunächst Unternehmensgründungen im Vergleich zu GmbHs zu erleichtern, im späteren Zeitverlauf jedoch die wachsenden Unternehmen an die Rechtsform der GmbH heranzuführen, um sie schließlich in diese umzuwandeln (weshalb UGs in Deutschland auch umgangssprachlich Mini-GmbHs genannt werden), hat der griechische Gesetzgeber mit der I.K.E. das Ziel, langfristig die alte Rechtsform E.P.E. komplett durch die neue I.K.E. zu ersetzen. Hierfür wurde unmittelbar nach Einführung der I.K.E. eine spezielle Übergangsfrist eingeräumt, innerhalb derer die Umwandlung von einer E.P.E. zu einer I.K.E. zusätzlich erleichtert wurde.
Im Vergleich zur deutschen UG ist die griechische I.K.E. deutlich flexibler, günstiger und schneller zu gründen, hat dafür allerdings deutlich höhere laufende Kosten. Beispiele hierfür sind:
- Keine Notarpflicht
- Drei Möglichkeiten zur Einlage für die Anteilsberechnung der Gesellschafter: Kapital, Arbeitsleistung, Bürgschaft
- Gründungsdauer: Ca. 1–2 Stunden für die Anmeldeformalitäten im "One Stop Shop" (Υπηρεσία μιας στάσης, gesprochen "Ipiresía mías stásis"), danach ca. 5–10 Werktage Wartedauer, bis die Steuernummer (Α.Φ.Μ., gesprochen "Afimí") vom Handelsregister (Γ.ΕΜ.Η., gesprochen "Jemí") vergeben wurde (Stand 2016). Sobald die Steuernummer bekannt gegeben wurde, ist die Gesellschaft operativ voll funktionsbereit.
- Gründungskosten für Gebühren insgesamt ca. 90 € (Stand 2016)
- Laufende Gebühren: jährlich ca. 100 € für die obligatorische Mitgliedschaft in einer Industrie- und Handelskammer (Επιμελητήριο, gesprochen "Epimelitírio"), jährlich 1.000 € für die erfolgsunabhängige Gewerbegrundgebühr für Kapitalgesellschaften des Finanzamtes (Τέλος επιτηδεύματος, gesprochen "Télos epitidéwmatos") (Stand 2019)

## Resonanz
Genau wie die UG in Deutschland, findet die I.K.E. in Griechenland besonders bei Existenzgründungen und innovativen Startups großen Anklang. Darüber hinaus wechseln auch viele etablierte griechische Unternehmen ihre Rechtsform zur I.K.E., um die Vorteile der höheren Flexibilität, der reduzierten bürokratischen Hürden sowie der geringeren laufenden Kosten der I.K.E. zu erlangen.
Die Einführung der neuen Rechtsform I.K.E. wird bereits jetzt in den Medien Griechenlands als großer Erfolg bewertet und die neue Rechtsform stellt einen bedeutenden Beitrag zur Förderung der internationalen Wettbewerbsfähigkeit Griechenlands dar. Im April 2014 war mit 39 % aller Neugründungen die I.K.E. die beliebteste Rechtsform, gefolgt von den beiden Personengesellschaften O.E. (32 %, entspricht in etwa der OHG) und E.E. (15 %, ≈KG), wohingegen die Kapitalgesellschaften E.P.E. (≈GmbH) mit 8 % und A.E. (≈ AG) mit 6 % an Bedeutung verloren haben. Insbesondere im direkten Vergleich der „konkurrierenden“ Rechtsformen I.K.E. und E.P.E. wird deutlich, dass die neu eingeführte I.K.E. ihr Ziel offenbar zu erfüllen scheint, die E.P.E. langfristig abzulösen.